# Silver Samurai
(Silver Samurai rivolto a Logan nel film Wolverine - L'immortale)
Silver Samurai è il nome di battaglia assunto da due differenti personaggi immaginari dei fumetti Marvel Comics: Kenuichio Harada e Shingen Harada.

## Biografia del personaggio

### Kenuichio Harada
Kenuichio Harada è l'originale Silver Samurai. Il personaggio è apparso per la prima volta in Daredevil # 111 (luglio 1974) ed è stato creato dallo scrittore Steve Gerber e dall'artista Bob Brown. Un mutante giapponese che usa i suoi poteri per caricare la sua katana e indossa un'armatura in stile samurai fatta di un metallo argentato, è il figlio illegittimo di Lord Shingen, fratellastro di Mariko Yashida, cugino di Sunfire e Sunpyre, e un nemesi di Wolverine. Mentre ha trascorso la maggior parte della sua esistenza come criminale, alla fine si è trasformato in una figura più eroica.

### Shingen Harada
Shingen "Shin" Harada, altrimenti noto come il secondo Silver Samurai, è il figlio di Kenuichio Harada e prende il nome da Lord Shingen, suo nonno. Aveva commesso un furto con Amiko Kobayashi.
Shin in seguito ha lavorato con Mystica per rintracciare mutanti appena risvegliati per unirsi a una causa. Successivamente è stato reclutato da Kade Killgore come insegnante presso l'Hellfire Academy dell'Hellfire Club, dove ha lavorato come designer.
Silver Samurai in seguito apparve come membro della quarta incarnazione di Mystica della Confraternita dei Mutanti. Durante la lotta di Magneto con la Confraternita dei Mutanti su Madripoor, Magneto controllò Silver Samurai per ferire Mystica.
Shingen Harada ha rappresentato la Yashida Corporation quando ha partecipato a un incontro presso la Banca Universale con Tiberius Stone di Alchemax, Wilson Fisk di Fisk Industries, Sebastian Shaw di Shaw Industries, Darren Cross di Cross Technological Enterprises, Zeke Stane di Stane International, Frr'dox di Shi'ar Solutions Consolidated e Wilhelmina Kensington di Kilgore Arms dove hanno discusso con Dario Agger dei piani della Roxxon Energy Corporation per sfruttare i Dieci Regni di Asgard. Quando il vero motivo dell'incontro è stato rivelato, Harada ha attaccato Dario e hanno quasi litigato, interrotto dall'arrivo di Exterminatrix della Fondazione Midas, con il risultato che Dario è stato messo fuori combattimento quando si è dichiarata un nuovo membro della loro assemblea. Quindi si recò in una stazione sottomarina nell'Oceano Antartico, dove attaccò i dipendenti fino a incontrare Thor che lo sconfisse colpendolo ripetutamente con Mjolnir.
Quindi fuggì e si unì a Exterminatrix in una battaglia aerea contro i soldati che tentavano di salvare Dario. Successivamente entrarono nel quartier generale della Roxxon Corporation, dove incontrarono i B.E.R.S.E.R.K.E.R.S., un gruppo di superumani simili a Hulk. Mentre i Mindless Ones combattevano i B.E.R.S.E.R.K.E.R.S., Silver Samurai e Exterminatrix andarono al caveau di Dario, tentando di prendere i soldi fino all'arrivo dell'agente Solomon, costringendo Exterminatrix a combattere la donna mentre Silver Samurai apriva il caveau. Quando il caveau è stato aperto, Dario si è trasformato in Minotauro e ha messo fuori combattimento Silver Samurai. Quindi, l'isola galleggiante su cui si trovava l'edificio è crollata a causa dell'attivazione dell'Imperativo Agger. Mentre S.H.I.E.L.D. evacuato l'edificio, Thor distrusse l'isola. I cattivi sono stati successivamente arrestati e presi in custodia.

## Altre versioni

### L'era di Apocalisse
Il quel mondo, i poteri di Ichirō sono dovuti alla mutazione genetica. In più, i poteri di Silver Samurai sono potenziati, permettendogli di creare campi di energia e di sparare colpi di energia dalla spada.

### X-Men Forever
In questo mondo, Ichirō è capo sia del Clan Yashida che della Mano. In più, lì Ichirō non ha poteri.

### Wolverine - L'immortale
Nella versione del film, l'armatura è più moderna e gli permetteva di volare e di avere una resistenza incredibile. In più, in quel mondo Ichirō ha il compito di proteggere la nipote Mariko. Inoltre, lì Ichirō non ha poteri mutanti.

## Altri media

### Cinema
- Silver Samurai compare personalmente come antagonista principale nel film Wolverine - L'immortale (2013), dove viene interpretato da Haruhiko Yamanouchi. In tale versione non è un mutante ma un ex soldato giapponese a cui Logan riuscì a salvare la vita a Nagasaki. Yashida cerca di acquisire il potere di Logan attraverso un'armatura robotica con le fattezze di un samurai.

### Televisione
Silver Samurai compare in:
- Insuperabili X-Men (1992)
- Wolverine e gli X-Men (2009)
- Disk Wars: Avengers (2014)
- Hit-Monkey (2021)
- X-Men '97 (2024)

### Videogiochi
Silver Samurai compare in:
- X-Men: Madness in Murderworld
- X-Men: Children of the Atom
- Marvel vs. Capcom 2: New Age of Heroes
- X-Men: il Regno di Apocalisse
- X-Men: Il gioco ufficiale
- Marvel vs. Capcom 3: Fate of Two Worlds
- Marvel Puzzle Quest
- LEGO Marvel Super Heroes
- Marvel Strike Force
- Marvel Duel

| Controllo di autorità | Europeana agent/base/148859 |